# Łukiew
Łukiew (ukr. Луква Łukwa) – rzeka w zachodniej części Ukrainy, prawy dopływ Dniestru. Długość – 72 km, powierzchnia zlewni – 368 km². Wpływa do Dniestru w Haliczu.